# Lobelia endlichii
Lobelia endlichii là loài thực vật có hoa trong họ Hoa chuông. Loài này được (E.Wimm.) T.J.Ayers mô tả khoa học đầu tiên năm 1990.